# Lantanopsis hispidula
Lantanopsis hispidula là một loài thực vật có hoa trong họ Cúc. Loài này được C.Wright ex Griseb. mô tả khoa học đầu tiên năm 1863.